# Наполеон (фільм, 1927)
«Наполеон» (фр. Napoléon) — французький історичний епік 1927 року, поставлений режисером Абелем Ґансом. Фільм став одним з наймонументальніших проєктів в історії французького кіно, здійснив перевороти в мистецтві і техніці кіно, «ставши вершиною, але в той же час і кінцем французького імпресіонізму, його пошуків і теорій».
Назва першої і єдиної знятої частини — «Наполеон очима Абеля Ґанса» (фр. Napoléon vu par Abel Gance) — слугувала загальною назвою для масштабного задуму Абеля Ґанса у 8-ти серіях:
- I — Юність Бонапарта
- II — Бонапарт і терор
- III —  Італійська кампанія
- IV — Єгипетська кампанія і 18 Брюмера
- V — Сонце Аустерліца
- VI — Відступ з Росії
- VII — Ватерлоо
- VIII — Свята Єлена

## Сюжет[К 2].

### Брієнн
Зима 1781 року. Битва сніжками у брієннському коллежі. Маленький Наполеон вже проявляє стратегічний дар і лідерські якості. Урок географії про острівний клімат. Наполеона не люблять ні учителі, ні товариші. Йому докоряють в гордості і дикунській замкнутості. Єдину розраду він знаходить в тому, щоб час від часу відвідувати і гладити орла, що живе у кухаря Трістана Флері. Але двоє злих хлопців випускають орла в небо. У спальні Наполеон б'ється подушками з усіма своїми товаришами відразу, після чого його покарано. Заснувши біля гарматного лафета, Наполеон бачить уві сні повернення орла.

### Французька революція

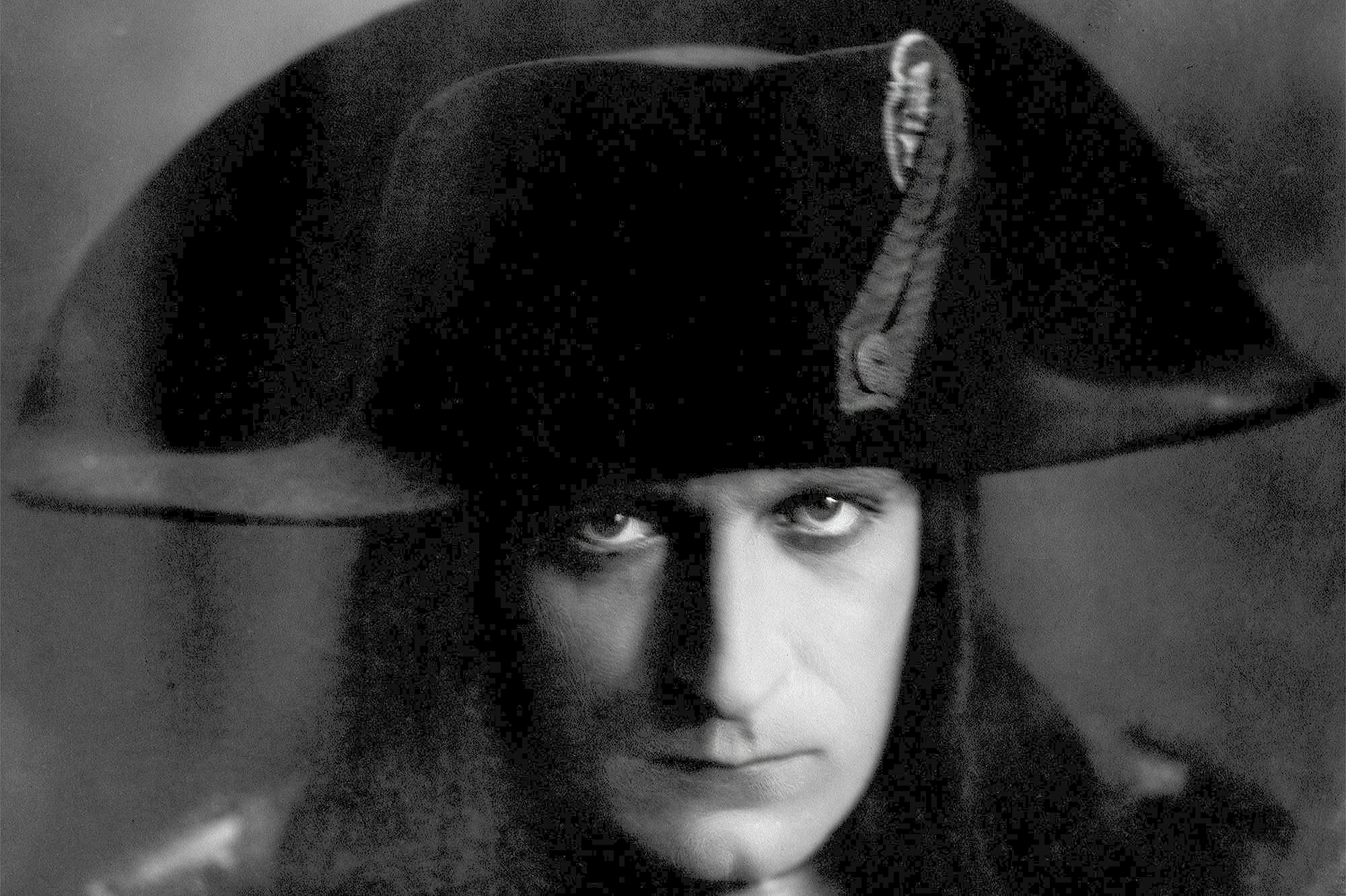
Альбер Дьєдонне в ролі Наполеона

Через дев'ять років потому в Клубі кордельєрів його члени вшановують Дантона, Марата та Робесп'єра. Лейтенант рейнської армії Руже де Ліль приносить пісню власного твору — «Марсельєзу». Дантон, а услід за ним й усі присутні (окрім Марата і Робесп'єра) починають підспівувати. Наполеон поздоровляє Руже де Ліля. Одного разу в Парижі, де Наполеон живе у бідності, він зустрічає Жозефіну де Богарне, що приїхала з друзями відвідати знаменитого провісника. Той говорить Жозефіні, що вона стане королевою. З вікон кімнати Наполеон спостерігає за подіями 10 серпня 1792 року (узяття палацу Тюїльрі). Король і королева з'являються перед Національними зборами. На вулиці Наполеон бачить голови, підняті на списах. Він говорить про відразу різаниною, про свою ненависть до людського боягузтва і егоїзма, дивлячись на текст «Декларації прав людини і громадянина», що висить в рамочці на стіні його кімнати.
Разом з сестрою Елізою Наполеон повертається до рідних на Корсику, але з жахом дізнається, що Паолі збирається продати острів англійцям, після чого заявляє, що, поки він живий, цього не буде. Наполеон переховується в гірській печері. Поццо ді Борго, прокурор Корсики і секретар Паолі, піднімає населення проти Наполеона і призначає нагороду за його упіймання. Брати Наполеона Люсьєн і Жозеф йдуть до Кальві́ просити допомоги у французів. Багато хто підтримує союз з Іспанією та Італією, але Наполеон вигукує: «Наша мати — Франція»! Паолі оголошує Франції війну. Наполеон уривається у будівлю Ради з французьким триколором в руках. Довга погоня на конях. Наполеон стрибає в човен і ставить прапор замість вітрила.
26 травня 1793 року будинок, в якому живе сім'я Наполеона, згорає дотла. Сім'я ховається в лісах. Паралельні сцени бурі, що шматує човен Наполеона, і іншої «бурі», що вибухнула в Конвенті під час Терору. Наполеона підбирає корабель Люсьєна і Жозефа під назвою «Випадок». Брати вирушають за іншими родичами. Тепер у Наполеона і його сім'ї є лише одна батьківщина — Франція. «Випадок» помічений англійським кораблем, але капітан корабля забороняє своєму підлеглому Нельсону атакувати: «Не варте зусиль», — говорить він.
У Парижі Шарлотта Корде вбиває Марата. У вересні 1793 року починається облога Тулона. Генерал Карто повинен битися з 20 000 англійців, іспанців і італійців. У таверні Трістана Флері в околицях міста святкується швидка перемога Карто. Наполеон, молодий артилерійський капітан, не зводить око з Віоліни, доньки Флері. Він показує офіцерам свій план майбутньої баталії, але Карто не сприймає план серйозно, адже на його думку, артилерія в цій справі даремна. У цей самий момент дах таверни пробиває гарматне ядро.
Генерала Карто незабаром змінює Дюгом'є, який високо цінує ідеї і якості Наполеона. Наполеон створює «Батарею безстрашних» і призначається командувачем артилерії. Перед ними — справжня Вавилонська вежа. Наполеон починає нічний наступ на форт Легієтт. Його різко критикують, і Дюгом'є, легко поранений у бою, наказує йому призупинити наступ. Наполеон відмовляється підкорятися. «Я вже бачив це у Брієнні», — говорить Трістан Флері. Англійський генерал дає сигнал до відступу і хоче спалити французький флот. Дезе приймає поздоровлення від Наполеона. 76 годин триває рукопашний бій у бруді. 18 грудня 1793 року форт Легієтт узято. Наполеона шукають, щоб привітати з перемогою, але він спить на гарматному лафеті.

### Епоха терору у Франції
Салічетті плете інтриги навколо всемогутнього Робесп'єра, домагаючись арешту Наполеона. Дантона відправляють на гільйотину, а Наполеон потрапляє в ув'язнення у форт Карре в Антібі. Жозефіна де Богарне відлучена від дітей і утримується в Кармелітській в'язниці. Хтось на прізвище Богарне має бути страчений: колишній чоловік Жозефіни першим вирушає на ешафот і рятує їй життя. У архівному приміщенні справи підозрюваних, приречених на страту, умощуються на полицях до самої стелі. Щоб дістатися до потрібних тек, архівний службовець споруджує щось на зразок гойдалок. Гойдалки опускаються або піднімаються, залежно від того, наскільки високо розташована тека. Інший службовець Лябуссьєр з гуманних мотивів знищує справи майбутніх засуджених до смерті. Серед знищених їм тек — справа Жозефіни де Богарне.

### Термідор
Конвент вимагає голови Робесп'єра і Сен-Жуста. У промові на свій захист Сен-Жуст говорить: «Ми зробили Францію придатною для життя». Красномовство не рятує від гільйотини ні його, ні Робесп'єра. Жозефіну звільняють з Кармелітської в'язниці. Наполеон покидає форт в Антібі. Він відмовляється від командного поста у Вандеї, не бажаючи битися проти французів. Приписаний до топографічної служби, він складає плани для Італійської кампанії. Проте генерал Шерер, командувач Італійською армією, тільки сміється над ними. Страшні знегоди, що обрушилися на Францію, загрожують повстанням проти Республіки. Генерал Гош бачить цю небезпеку і говорить своїй протеже Жозефіні, що зараз, як ніколи, потрібна людина, послана провидінням. Вона пропонує згадати про тріумфатора Тулона — Наполеона. Баррас пропонує Наполеону відновити порядок і той не без вагань погоджується. Він озброює Конвент і відправляє Мюрата за єдиними доступними гарматами. Натовп хапає Салічетті, переодягнутого кучером, і Поццо ді Борго. Наполеон звільняє їх. «Я прощаю, — говорить він, — але забути не можу». У Конвенті Наполеон відбиває атаки роялістів і призначається командувачем внутрішньою армією.

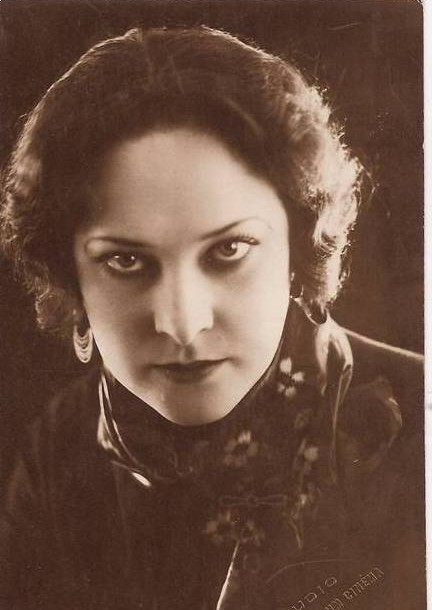
Жина Мане, виконавиця ролі Жозефіни

Віоліна Флері купує статуетку, що зображує Наполеона: тепер такі статуетки дуже модні. Щоб позбавитися від важких спогадів, Париж танцює. За кілька днів влаштовується не менше 644 балів. Наприклад, щоб потрапити на Бал жертв, необхідно мати за плечима тюремний досвід або хоч би одного страченого родича. Всюди веселяться і славлять Наполеона. Проте найзнаменитіші три чарівні жінки: мадам Тальєн, мадам Рекам'є і Жозефіна де Богарне. Наполеон засуджує цю гонитву за насолодами. Він знову зустрічається з Жозефіною і бере приватні уроки у знаменитого Тальма, щоб триматися перед своєю коханою як справжній Ромео. Жозефіна говорить своєму коханцеві Баррасу, що хотіла б вийти заміж за Наполеона, якщо його призначать командувачем Італійською армією. Призначення насправді відбувається, після чого Наполеон кипить бажанням одружитися з Жозефіною. Весілля поспішно справляють 9 березня 1796 року. Віоліна, якщи завжди таємно любила Наполеона, стає служницею Жозефіни. Вона також по-своєму «виходить заміж» за Наполеона: надіває білий одяг і з'являється перед статуеткою свого кумира, яку береже як скарб. Після від'їзду Наполеона Жозефіна зізнається Віоліні, що ревнує його до Франції.
Перед відправленням до Італію Наполеон самостійно приходить у будівлю Конгресу і, стоячи перед порожніми трибунами, уявляє, як Дантон, Робесп'єр і Сен-Жуст звертаються до нього і просять стати на чолі всеєвропейської революції. Марат розпитує Наполеона про його наміри. Той відповідає: звільнення пригнічених; злиття інтересів усіх європейських країн; усунення меж; всесвітня Республіка; єдина Європа.
Наполеон прибуває до штаб-квартири Італійської армії і Альбензі. Массена та інші офіцери спочатку хочуть приструнити «маленького генерала», але той справляє на них дуже сильне враження. У Італійській армії бракує продовольства, пристойного обмундирування і дисципліни, все вимагає реорганізації. Наполеон самотній і часто пише Жозефіні. Після знайомства з командувачем армія влаштовується на нічліг. Наполеон виголошує тривалу промову, надихаючи частини, які незабаром отримають найменування «Великої армії». Через дві доби Наполеон відкриває своїм солдатам ворота Італії. 16 квітня 1796 року армія вступає в Монтецемоло на висоті 900 метрів над рівнем моря. Ширяючий у височині орел вказує військам дорогу. Сон Наполеона стає дійсністю.

## У ролях
| Альбер Дьєдонне     | ···· | Наполеон             |
| Жина Мане           | ···· | Жозефіна де Богарне  |
| Володимир Руденко   | ···· | Наполеон в дитинстві |
| Олександр Кубицький | ···· | Дантон               |
| Антонен Арто        | ···· | Марат                |
| Едмон Ван Даель     | ···· | Робесп'єр            |
| Абель Ґанс          | ···· | Сен-Жуст             |
| Моріс Шуц           | ···· | Паскаль Паолі        |
| Ашо Шакатуні        | ···· | Поццо ді Борго       |
| Філіпп Еріа         | ···· | Салічетті            |
| Ніколя Колін        | ···· | Трістан Флері        |
| Аннабелла           | ···· | Віоліна Флері        |
| Маргеріт Ґанс       | ···· | Шарлотта Корде       |
| Сюзанна Б'янкетті   | ···· | Марія-Антуанетта     |
| Луї Санс            | ···· | Людовик XVI          |
| Альберті            | ···· | Жан-Жак Руссо        |

| Сюзі Вернон     | ···· | мадам Рекам'є             |
| Андре Стандар   | ···· | мадам Тальєн              |
| П'єр Батчефф    | ···· | Гош                       |
| Макс Максудіан  | ···· | Баррас                    |
| Сільвіо Кавічча | ···· | Люсьєн Бонапарт           |
| Роже Шанталь    | ···· | Жером Бонапарт            |
| Гаррі Кример    | ···· | Руже де Ліль              |
| Жорж Лампен     | ···· | Жозеф Бонапарт            |
| Олаф Фйорд      | ···· | Гораціо Нельсон           |
| Анрі Краусс     | ···· | капітан Мусташ            |
| Філіпп Ролла    | ···· | Массена                   |
| Роже Відален    | ···· | Каміль Демулен            |
| Лео Куртуа      | ···· | Жан-Франсуа Карто         |
| Жан д'Ід        | ···· | Лябуссьєр                 |
| Рене Жанн       | ···· | Шарль Пішегрю             |
| Леон Ларів      | ···· | декан брієннського колежа |

## Художні особливості
Фільм став першим у світі, знятим за технологією панорамного кіно одночасно на три кіноплівки. На зйомках застосовувалися нагрудні штативи, літаюча камера, поміщена у футбольний м'яч, організовані масові сцени, побудовані прекрасні декорації і використано потрійний екран, на якому показувалися завершальні епізоди фільму, — вступ наполеонівських військ в Ломбардію.

## Історія створення
Клод Бейлі
Задум фільму народився у Абеля Ґанса ще в 1921 році; він говорив про нього з Девідом Гріффітом під час зустрічі з ним в Америці на прем'єрі фільму «Колесо» (La roue, 1923). За словами А. Ґанса «Народження нації», наштовхнуло його на думку створити для Франції стрічку такого ж масштабу .
Готуючись до постановки Абель Ґанс прочитав більше трьохсот книг: спогади Бонапарта, документи епохи, твору Тьєра, Мішле, Фредеріка Массона, Стендаля, Елі Фора, Артура Леві та інших. Наприкінці 1923 року російський комерсант Володимир Венгеров, що мешкав у Німеччині, засновник європейського концерну «Вісті», запропонував Ґансу здійснити його план у Берліні. Режисер на це відповів: «Я зніматиму „Наполеона“ у Франції або не зніму ніколи». Коли Венгеров створив «міжнародний синдикат», до якого увійшла знаменита французька студія «Пате», Ґанс взявся за роботу. Окрім «Пате» до финансового конгломерату увійшли «Westi-Wengeroff et Stinnes» (міжнародна група, що народилася із співпраці Венгерова і німецького банкіра Гуго Штіннеса); іспанська «Vilaseca у Ledesma»; празька «Kanturek»; нідерландська «Wilton» з міста Фоорбург; стокгольмська «Svensk Filmindustri».
Наприкінці 1924 року сценарій було завершено. Замислювалася епопея з восьми серій, по три тисячі метрів кожна. Ґанс незабаром відмовився від таких грандіозних задумів і навіть продав сценарій останньої серії німецькому режисерові Лупу Піку, який поставив по ньому фільм «Наполеон на острові Святої Єлени» (нім. Napoleon auf Sainte-Helene, 1929) з Вернером Краусом в ролі Наполеона.
Зйомки «Наполеона» почалися в січні 1925 року і проходили в Парижі, Бріансоне і на Корсиці. У червні вони були перервані через те, що Штіннес збанкрутував; поновилися в січні 1926-го і завершилися в серпні того ж року. На випуск фільму було експоновано 450 000 метрів плівки, витрачено бюджет у 18 млн франків. Технічний персонал складався з двохсот осіб різних професій. Абель Ґанс замовив вісім тисяч костюмів, чотири тисячі рушниць, шістдесят гармат. У масових сценах брало участь до шести тисяч статистів. За ескізами художників було побудовано 150 декорацій, зведено цілий район Парижу початку XIX століття.

## Вихід на екран та подальша доля

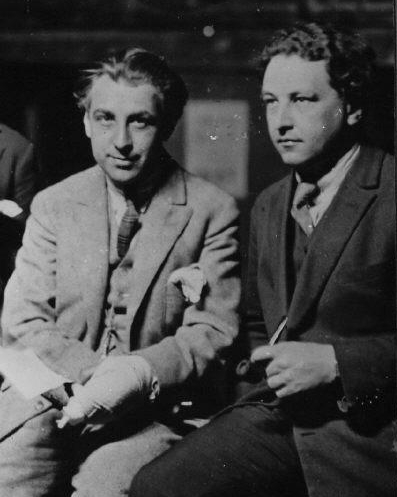
Абель Ґанс та Артур Онеґґер

Урочиста прем'єра «Наполеона» відбулася 7 квітня 1927 року в паризькій «Опері Гарньє», де було почеплено «потрійний» екран, з партитурою Артура Онеґґера. Масовий прокат багатосерійного «Наполеона» почався 14 листопада 1927 року. У США прокатом фільму займалася MGM (1929 рік), що скоротила його до 2 400 метрів.
У 1955 році стрічка вийшла у повторний прокат та була показана в знаменитому кінотеатрі «Студіо 28» на Монмартрі, що відкрився в лютому 1928 року показом «Наполеона».
У 1971 році фільм було випущено ще раз, з невеликими дознятими сценами і новою постсинхронізацією, але без потрійного екрану і під назвою «Бонапарт і Революція». Тривалість стрічки (4 години 30 хвилин) була скорочена до 3 годин 55 хвилин. Продюсером виступив відомий французький режисер Клод Лелуш.
На сьогоднішній день було здійснено п'ять реставрацій «Наполеона»:
- з 1953 по 1959 роки: Анрі Ланглуа і Марі Епштейн (19 бобін); презентація відбулася на Венеційському кінофестивалі 1953 року;
- з 1969 по 1982 роки: перша реставрація британського історика кіно Кевіна Браунлоу[en] спільно з BFI (6 630 метрів тривалість 4 години 50 хв.); презентовано на кінофестивалі в Телурі (Колорадо, США) 1 вересня 1979;
- у 1983 році: друга реставрація Кевіна Браунлоу спільно з Французькою сінематекою (7 155 метрів тривалістю 5 годин 13хв.). Презентація відбулася 13 і 14 листопада 1982 у Гаврі, 23, 24 та 25 липня 1983 у паризькому Палаці конгресів;
- у 1991/1992 роках Бамбі Баллар з Французькою сінематекою (7 500 метрів тривалістю 5 годин 28хв.); презентація — у Великій арці Дефанс 29, 30 та 31 липня 1992;
- у 2000 році: третя реставрація Кевіна Браунлоу (тривалість 5 годин 30 хв., 7 542 метрів); презентовано в лондонському Royal Festival Hall (Велика Британія).